# Eqaluk-56 Ikerasak
Eqaluk-56 Ikerasak (in alter Rechtschreibung Eĸaluk-56 Ikerasak) ist ein grönländischer Fußballverein aus Ikerasak.

## Geschichte
Eqaluk-56 Ikerasak wurde 1956 gegründet. Der Vereinsname bedeutet übersetzt „Seesaibling, Forelle“.
Für 1959/60 ist erstmals eine Teilnahme an der Grönländischen Fußballmeisterschaft bezeugt, als die Mannschaft im ersten Spiel gegen Malamuk Uummannaq ausschied. Auch bei der nächsten Austragung 1963/64 schied Eqaluk-56 in der Vorrunde aus. 1966/67 nahm die Mannschaft erneut an der Meisterschaft teil, aber die Spielergebnisse wurden nicht übermittelt, sodass keine Mannschaft in die nächste Runde einziehen konnte. Erst für 1992 ist das nächste Mal eine Teilnahme an der Meisterschaft bekannt, aber auch in diesem Jahr konnte sich die Mannschaft nicht für die Schlussrunde qualifizieren. Die nächste Teilnahme erfolgte 2001, aber Eqaluk-56 wurde Tabellenletzter in seiner Qualifikationsgruppe. 2005 nahm der Verein erstmals an der Schlussrunde teil. Nachdem er offenbar die Qualifikation zuerst verpasst hatte, rückte der Verein spontan auf, weil K-33 Qaqortoq aus logistischen Gründen die Teilnahme an der Meisterschaft in Uummannaq absagen musste. Eqaluk-56 wurde abgeschlagen Tabellenletzter und verlor anschließend auch das Spiel um Platz 7. Im Folgejahr konnte der Verein überraschend sieben Punkte aus vier Spielen in seiner Qualifikationsgruppe holen, die er damit punktgleich mit dem Tabellenzweiten auf Platz drei abschloss. 2008 gelang Eqaluk-56 erneut die Qualifikation für die Schlussrunde. Die Mannschaft beendete die Gruppenphase mit einem Sieg, einem Unentschieden und einer Niederlage und gewann anschließend das Spiel um Platz 5. 2009 sagte der Verein die Teilnahme an der Meisterschaft spontan ab. 2010 verpasste Eqaluk-56 die Qualifikation knapp mit einem Punkt Rückstand auf Platz zwei, der zur Teilnahme an der Schlussrunde ausreichte. 2011 gelang die Qualifikation. In der Gruppenphase wurde der Verein jedoch mit nur einem Punkt aus vier Spielen Tabellenletzter, konnte dann aber das Spiel um Platz 9 gewinnen. 2013 verpasste der Verein die Qualifikation wieder, konnte in seiner Gruppe aber den Favoriten FC Malamuk schlagen. Auch in den folgenden Jahren verpasste Eqaluk-56 die Qualifikation für die Schlussrunde.

## Platzierungen bei der Meisterschaft
- 1958: unbekannt
- 1959/60: Sechzehntelfinale
- 1963/64: nicht qualifiziert
- 1966/67: nicht qualifiziert
- 1967/68: unbekannt
- 1969: nicht teilgenommen
- 1970: unbekannt
- 1971: unbekannt
- 1972: unbekannt
- 1973: unbekannt
- 1974: unbekannt
- 1975: unbekannt
- 1976: unbekannt
- 1977: unbekannt
- 1978: unbekannt
- 1979: unbekannt
- 1980: unbekannt
- 1981: unbekannt
- 1982: unbekannt
- 1983: unbekannt
- 1984: unbekannt
- 1985: unbekannt
- 1986: unbekannt
- 1987: unbekannt
- 1988: unbekannt
- 1989: unbekannt
- 1990: nicht teilgenommen
- 1991: nicht teilgenommen
- 1992: nicht qualifiziert
- 1993: nicht teilgenommen
- 1994: unbekannt
- 1995: nicht teilgenommen
- 1996: unbekannt
- 1997: unbekannt
- 1998: nicht teilgenommen
- 1999: nicht teilgenommen
- 2000: nicht teilgenommen
- 2001: nicht qualifiziert
- 2002: nicht teilgenommen
- 2003: nicht teilgenommen
- 2004: unbekannt
- 2005: Platz 8 (von 8)
- 2006: nicht qualifiziert
- 2007: unbekannt
- 2008: Platz 5 (von 8)
- 2009: nicht teilgenommen
- 2010: nicht qualifiziert
- 2011: Platz 9 (von 10)
- 2012: unbekannt
- 2013: nicht qualifiziert
- 2014: nicht qualifiziert
- 2015: nicht qualifiziert
- 2016: nicht qualifiziert
- 2017: unbekannt
- 2018: nicht qualifiziert
- 2019: unbekannt
- 2020: nicht qualifiziert
- 2021: teilgenommen (nicht ausgetragen)
- 2022: unbekannt
- 2023: unbekannt